# Differential Equations
Differential Equations est une revue de mathématiques à comité de lecture publiée par Springer Verlag. 

## Description
De 1965 à 1999, elle était publiée par le « Consultants Bureau, New York » ; depuis 2000, elle est publiée par Springer
Elle publie principalement des traductions en anglais d'articles de la revue Differentsial'nye Uravneniya  (ISSN 0374-0641) qui, elle, publie en russe et se concentre sur les travaux d'universitaires des États relevant de l'ex-URSS. 
Les thèmes de la revue sont les équations différentielles et aux équations intégrales associées. La revue publie des articles originaux d'auteurs de tous pays et accepte les manuscrits en anglais et en russe, sur les équations différentielles ordinaires, les équations différentielles partielles, la théorie spectrale des opérateurs différentiels, les équations intégrales et intégrales-différentielles, les équations aux différences et leurs applications en théorie du contrôle, en modélisation mathématique, en théorie des coquilles, en informatique et en théorie des oscillations. 
La revue est publiée en collaboration avec le département de mathématiques et la division des nanotechnologies et des technologies de l'information de l'Académie des sciences de Russie et l'Institut de mathématiques de l'Académie nationale des sciences du Belarus.
Son rédacteur en chef est, en 2022, Viktor A. Sadovnichii, de la faculté de mathématiques et mécanique de l'Université d'État de Moscou.
La revue publie un volume annuel composé de douze numéros mensuels. À titre d'exemple, le volume 56, de 2020, comporte près de 1700 pages.

## Résumés et indexation
La revue est indexée notamment par Mathematical Reviews et Zentralblatt MATH. Son QCM en 2009 était de 0,12 et son facteur d'impact en 2009 était de 0,339. D'après SCImago Journal Rank, le facteur d'impact est de 0,54 pour 2020.

## Article lié
- Liste des journaux scientifiques en mathématiques